# بهمن (فیلم ۱۹۲۸)
بهمن (انگلیسی: Avalanche) فیلمی در ژانر وسترن است که در سال ۱۹۲۸ منتشر شد. از بازیگران آن می‌توان به جک هولت و گای الیور اشاره کرد.